# Castilblanco de los Arroyos
Castilblanco de los Arroyos es un municipio español de la provincia de Sevilla, en la comunidad autónoma de Andalucía. Situado en la Ruta de la Plata, en 2022 contaba con 5027 habitantes. Su extensión superficial es de 323,87 km² y tiene una densidad de 15,69 hab./km². Sus coordenadas geográficas son 37° 40′ N, 5° 59′ O. Se encuentra a un altitud 326 m y a 35,6 km de la capital de provincia, Sevilla.
Castilblanco de los Arroyos se integra en la comarca del Corredor de la Plata, dentro de la Sierra Morena de Andalucía. Cobra gran importancia histórica al ser paso obligado en la antigua Ruta de la Plata que hoy en día siguen numerosos peregrinos hacia Santiago de Compostela.

## Toponimia
Hasta la reforma de la nomenclatura municipal de 1916 el municipio se llamaba simplemente Castilblanco. En dicha fecha su nombre fue modificado por el de Castilblanco de los Arroyos.
Según un estudio realizado por el filólogo Balbino Manuel Macías, el topónimo "Castilblanco de los Arroyos" lo conforman cuatro elementos: tres de origen léxico y uno gramatical lexicalizado que forma una palabra con el término que le precede. La secuencia en la formación del topónimo es lineal siguiendo un orden cronológico:
CASTRO + -ELLUM + BLANCO + DE LOS ARROYOS
- Castro: sustantivo, del latín castrum, 'campamento militar, zona fortificada'
- Ellum: sufijo de origen latino que en mozárabe evolucionó al diptongo 'iel' con su valor diminutivo; de ahí 'Castriel' (Castr- + iel).
- Blanco: adjetivo que, aunque etimológicamente procede del germano, se usa en castellano para designar a ese color.
- De los Arroyos: sintagma preposicional añadido en el siglo XX, documentado por primera vez en un certificado de defunción firmado por el párroco Antonio Torrado Martín en 1916 tal y como refleja el Archivo Parroquial.

## Historia
Las exploraciones arqueológicas sobre el término municipal detectan el paso de varios pueblos a lo largo de la Prehistoria y la Historia, así como la formación de varios núcleos de población en el término municipal más allá del que ha llegado a la actualidad, como por ejemplo el poblado Puente del Viar, fundado por colonos extremeños en 1472.

### Romanos
La época romana también dejó testimonios en el término, donde existían numerosas villas rurales o construcciones predecesoras a los actuales cortijos. En esta época pudo existir ya un pequeño núcleo de población ubicado en el actual emplazamiento del pueblo, debido a que por allí discurría una de las calzadas romanas más importantes del imperio, la Vía de la Plata. Este núcleo servía de apeadero a los viajeros, que entraban por el sur de la población desde Sevilla.
Al costado de la Vía de la Plata, entre Castilblanco y Almadén de la Plata, hay vestigios de una antigua posada de tres plantas, existente ya en época romana, que era parada obligada de los viajeros que necesitaban hospedaje.
También de esta época romana, se conservan los restos de un impresionante puente sobre el río Viar de tres ojos y más de 15 m de altura. Este puente romano, aunque remozado en época árabe, estuvo en pie hasta 1907, en el que un desgraciado accidente hizo que se derrumbara la parte central del mismo. Fragmentos de esta parte central se conservan aún a lo largo del cauce del río. Los restos que aún se conservaban fueron destruidos recientemente durante la construcción del dique del embalse de Los Melonares que abastece actualmente al área metropolitana de Sevilla.

### Visigodos
Del periodo tardo-romano se documenta una necrópolis cerca del río Rivera de Cala. Los pocos objetos recogidos de esta necrópolis están en el Museo Arqueológico de Sevilla y son muestra de la existencia de pequeños núcleos de población salpicados por todo el término municipal, compuestos por varias familias dedicadas principalmente a la ganadería.

### Árabes
De la Época Árabe cabe destacar algunos restos de castillos o torres de vigilancia localizados en el término municipal de escasa importancia.

### Edad Media
La historia de Castilblanco hoy en día, comienza entre los siglos XIII y XV pues es cuando aparecen los primeros documentos. Probablemente, el término municipal, rico en vegetación, colmenas, fauna y agua, así como en lomas o collados pudo contribuir en que hubiera asentamientos, por la zona de "la Malena" o por San Benito (Los Villares).
No habría una población importante, de alcurnia, sino más bien gente humilde, mezcla de hispanorromanos, godos, mozárabes, judíos o soldados.
Entre el 1246 y el 1247 se produce la conquista cristiana por capitulación a cargo de Fernando III de Castilla. Desde 1253 perteneció a la Sierra de Aroche, junto a poblaciones cercanas como El Castillo de las Guardas, El Real de la Jara o Almadén de la Plata. Con el período conocido como Reconquista de Sevilla muchos mozárabes huyen hacia la Sierra Morena de Sevilla.
En 1247, el rey de Castilla Fernando III "El Santo" monta uno de los campamentos militares en la zona de Escardiel en el asedio a Sevilla. En conmemoración, como era costumbre suya, deja en el lugar una imagen de la Virgen, la Virgen de Escardiel.
En 1292, se inicia un periodo de "encastillamiento" en la zona. Tal vez reconstrucción del castillo existente en la parte alta del pueblo de posible origen romano.
En el siglo XIV aparece por primera vez documentado en Libro de monterías del rey Alfonso XI. Con el nombre de "Castriel Blanco". Esta denominación no volverá a aparecer posteriormente. El término Castil hace referencia a un castillo pequeño, y blanco viene del germano blanch y haría referencia al color de dicho castillo. Existen otros topónimos de origen germano por la zona, como por ejemplo Burguillos, proveniente de burgs.
Hay constancia de la existencia de una judería o aljama hebrea.
Recientemente Balbino M. Macías López ha publicado una novela (La mudez de las piedras: Castil Blanco 1391) donde se recrea la villa y se describen el castillo, la iglesia de la Malena, el Hospital de Santa Lucía, las ermitas de San Benito y de Escardiel, así como el alfoz, la romería y las costumbres y tradiciones.
Durante el siglo XV, se convierte en una importante Vía de paso hacia Castilla.

### SigloXVI
A finales de este siglo XVI, se concluye la construcción de la iglesia. El núcleo urbano, que hasta entonces se restringía a la loma de La Malena, llega hasta la recién terminada iglesia. Se van formando las primeras manzanas de población.
Existen libros de actas de esta época en el Ayuntamiento y la Iglesia. En este siglo se alude a la advocación de la Virgen de Escardiel como "protectora" de Castilblanco de los Arroyos, motivo por el que está considerada patrona emérita de la localidad.
El arzobispo de Sevilla encarga la imagen de la Virgen de Gracia, nombrada patrona de Castilblanco de los Arroyos por el Ayuntamiento, con el propósito de restar relevancia a la advocación de Escardiel y su cofradía, que era beneficiaria de herencias y donativos de la feligresía.
La Virgen de Gracia es una imagen renacentista obra de Francisco de Arce ejecutada en 1580 para la Parroquia del Divino Salvador de Castilblanco de los Arroyos, cuyo beneficiado abonó el encargo, según consta en el Archivo Histórico Provincial de Sevilla. El Arzobispado de Sevilla encargó una imagen gemela para la parroquia de Zufre (Huelva) a cuya Vicaría pertenecía Castilblanco de los Arroyos. Esta imagen de Zufre desapareció en un incendio, por lo que la Imagen de Ntra. Sra. de Gracia es una de las pocas imágenes renacentistas que se conservan en la Archidiócesis de Sevilla.
Alonso Morgado en 1587 edita "Historia de Sevilla" y habla de "Castil Blanco".
De este siglo se conserva la imagen de San Sebastián de la desaparecida Ermita de San Sebastián, que actualmente está situada en el altar de la Virgen de los Dolores en su Soledad y el Cristo de la Misericordia en su Santo Entierro.
En 1594 Castilblanco formaba parte del reino de Sevilla en la Sierra de Arroche y contaba con 419 vecinos pecheros.

### SigloXVII
A principios de este siglo, Castilblanco era una importante morería, y el número de moriscos, cercano a los 100, suponía una parte importante de la población. En la provincia de Sevilla únicamente era superado por Écija, Constantina, Utrera, Alcalá de Guadaíra, Carmona y Alcalá del Río.
En la primera década de este siglo, se produce la estancia en Castilblanco del escritor Miguel de Cervantes cuando este ejercía como recaudador de impuestos, quien citó la localidad en una de sus novelas ejemplares: Las dos doncellas, publicada en 1613.
De principios de este siglo data el Cristo de la Vera-Cruz y la virgen de los dolores.
En 1639, Juan Fernández realiza la pila bautismal que se encuentra en la iglesia.
En 1658 Francisco Dionisio de Ribas realiza el retablo mayor de la Iglesia Parroquial.

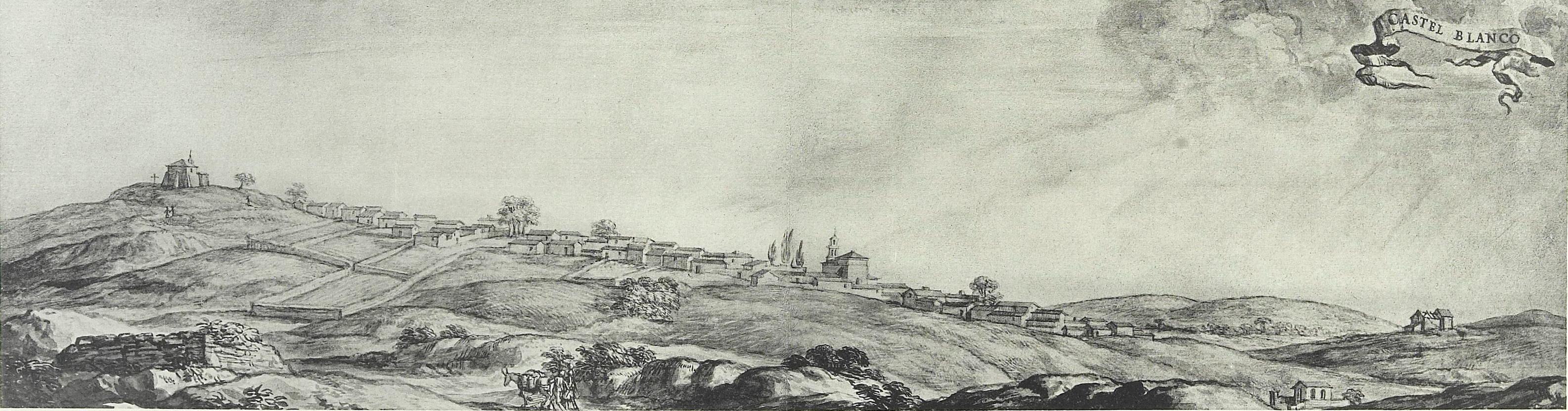
Castilblanco en 1669, grabado de Pier Maria Baldi, Biblioteca Laurenciana de Florencia, recogida en Sánchez Rivero A, Mariutti de Sánchez Rivero A. "Viaje de Cosme de Médicis por España y Portugal (1668-1669)", Madrid: Sucesores de Rivadeneyra; 1933

En 1669 el pueblo aparece denominado como "Castel Blanco" en el libro del viaje de Cosme III de Médici por España y Portugal, editado por Ángel Sánchez Rivero. En dicho viaje, Pier Maria Baldi, del séquito del heredero de los Medici, dibujó una vista panorámica del pueblo.
También se produce la construcción de la iglesia. En 1668 se hizo una campana de bronce que se quebró a los cuatro años y se reformó en 1674.
En 1677 Francisco Antonio Gijón realiza la talla del Cristo de los Vaqueros. Este crucificado fue contratado el 29 de agosto de ese año con la cofradía de Nuestra Señora de Escardiel, con destino a la ermita de dicho nombre sita en la villa de Castilblanco. Gijón se comprometía ante el escribano Vicente de Aguilar a realizar un Cristo de madera de ciprés, encarnado, de cinco cuartas y media con su cruz de madera toscana.
Se reforma la fachada y la torre de la iglesia.

### SigloXVIII
En los siglos XVIII y XIX se crean dos calles más paralelas a las anteriores, ajustadas a las curvas de nivel 335 y 330, que prolongadas hasta el camino real originario, conforman lo que podemos denominar casco histórico, con manzanas edificadas por sus dos caras. El centro urbano se compone, por tanto, de cuatro calles que bajan del cerro originario, comenzando paralelas al camino para luego curvarse hasta su unión con él, dando lugar a manzanas largas y estrechas. Durante el siglo XIX, el crecimiento sigue orientado hacia el noroeste y el este del camino, pero el desarrollo se produce a base de grandes manzanas triangulares. Las manzanas periféricas se edifican en una de sus caras, siendo las traseras corrales estrechos y profundos.
La iglesia parroquial es reformada profundamente durante este siglo. Entre 1710 y 1728 por Diego Antonio Díaz. Ambrosio de Figueroa, que en 1770 ateniéndose a un proyecto que había realizado dos años antes Pedro de Silva, labró la portada de los pies y realizó el cuerpo de las campanas y el capitel octogonal que remata la torre, de la que existía un proyecto fechado en 1666, diseñado por Pedro López del Valle. También reformó las bóvedas semiesféricas y "vaídas" de la nave central y de la naves laterales respectivamente, además de remodelar los "pilares" y de levantar el "coro" del templo.
El rey Felipe V y su corte visitan la villa para cazar en el año 1729. Leyenda del cristo de "la Malena" o de la Vera Cruz. Se realizan algunos elementos para la iglesia del Divino Salvador como los retablos de la Virgen de los Dolores y de la Virgen del Rosario, ambos del 1729 obra de Pablo Guisado, y en la Vera-Cruz, del mismo autor, de 1730. En 1798 se doraron los retablos de la Vera-Cruz y de Santa Ana, que había sido realizado a mediados de siglo.

### SigloXIX
En 1800 se entierran soldados catalanes.
Paso de las tropas francesas de Napoleón Bonaparte hacia Gibraltar. Se incendian varias casas frente al hospital y se documenta el saqueo de la ermita de la Virgen de Escardiel, así como la desaparición de enseres, joyas y documentación de la antigua cofradía.
Antonio Delgado y Hernández copia la inscripción de una lápida dedicada a la diosa Proserpina encontrada junto a la que cita ya como derruida Ermita de la Magdalena de Castilblanco, en 1820.
En 1833 fue restaurada la imagen del patrón San Benito en el domicilio de los vecinos Juan Bermejo y María Castaño.
Castilblanco sufre una epidemia de cólera del 1834 (véase: Pandemias de cólera en España).
En 1835, a consecuencia de la desamortización de Mendizábal, el clero perdería la propiedad de la Finca de Escardiel, siendo subastada, únicamente conservando la propiedad de la Ermita y el derecho a acceder a ella durante la celebración de la Romería. Pascual Madoz, define Castilblanco en su obra.
En 1878 la imagen de la Virgen de Gracia fue dorada por Vicente y Eugenio Picaza. También se acordó en este año ponerle una vidriera para preservar la imagen del polvo, que se le quitó en los primeros años del siglo XXI.
En 1883, el benefactor Vicente Moreno, hijo predilecto del pueblo, invirtió parte de sus medios económicos en reparar la Ermita de San Benito, que se encontraba en estado ruinoso. Así lo atestigua una placa en el interior del santuario

### SigloXX

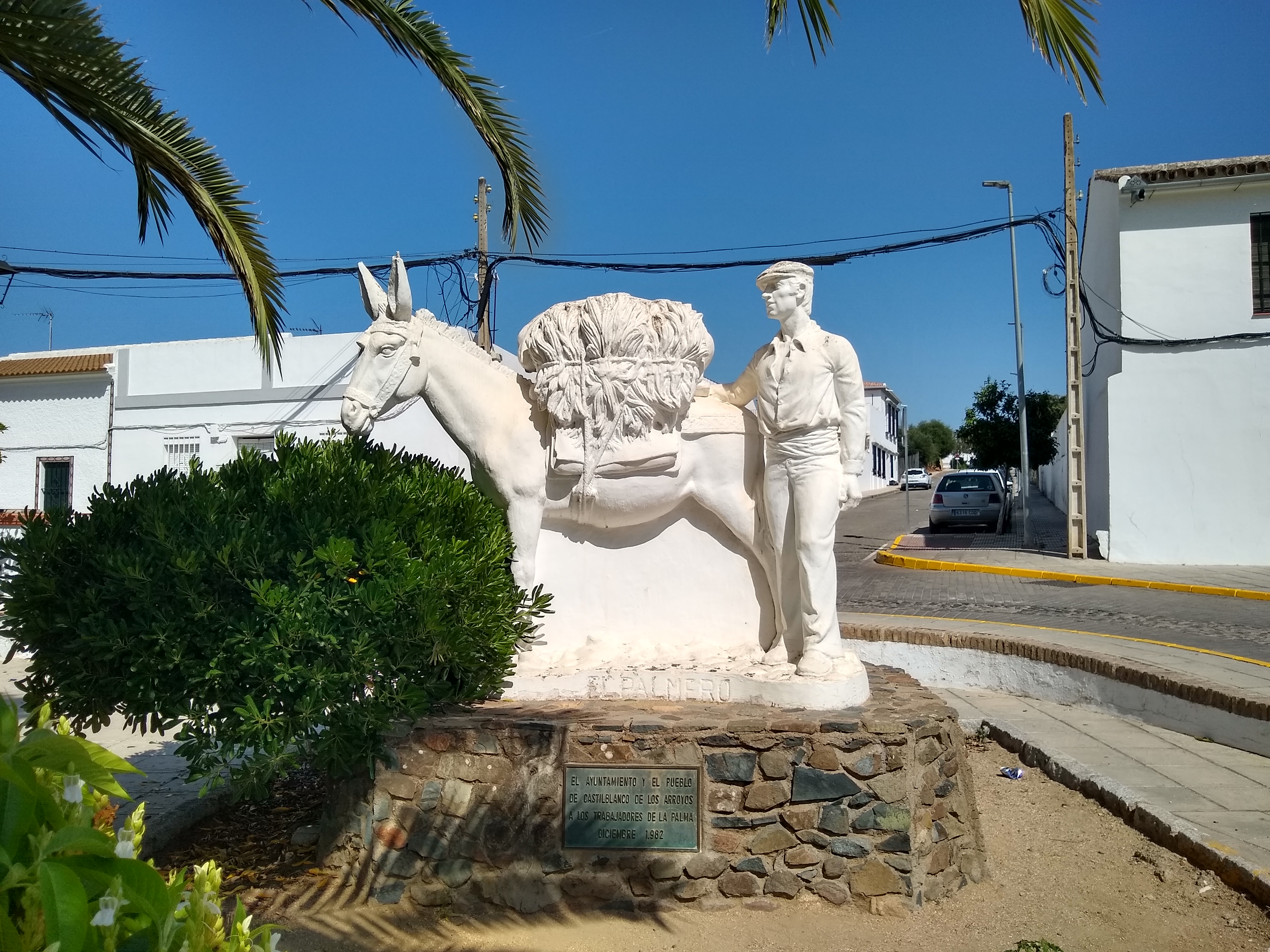
Monumento al Palmero. 1982.

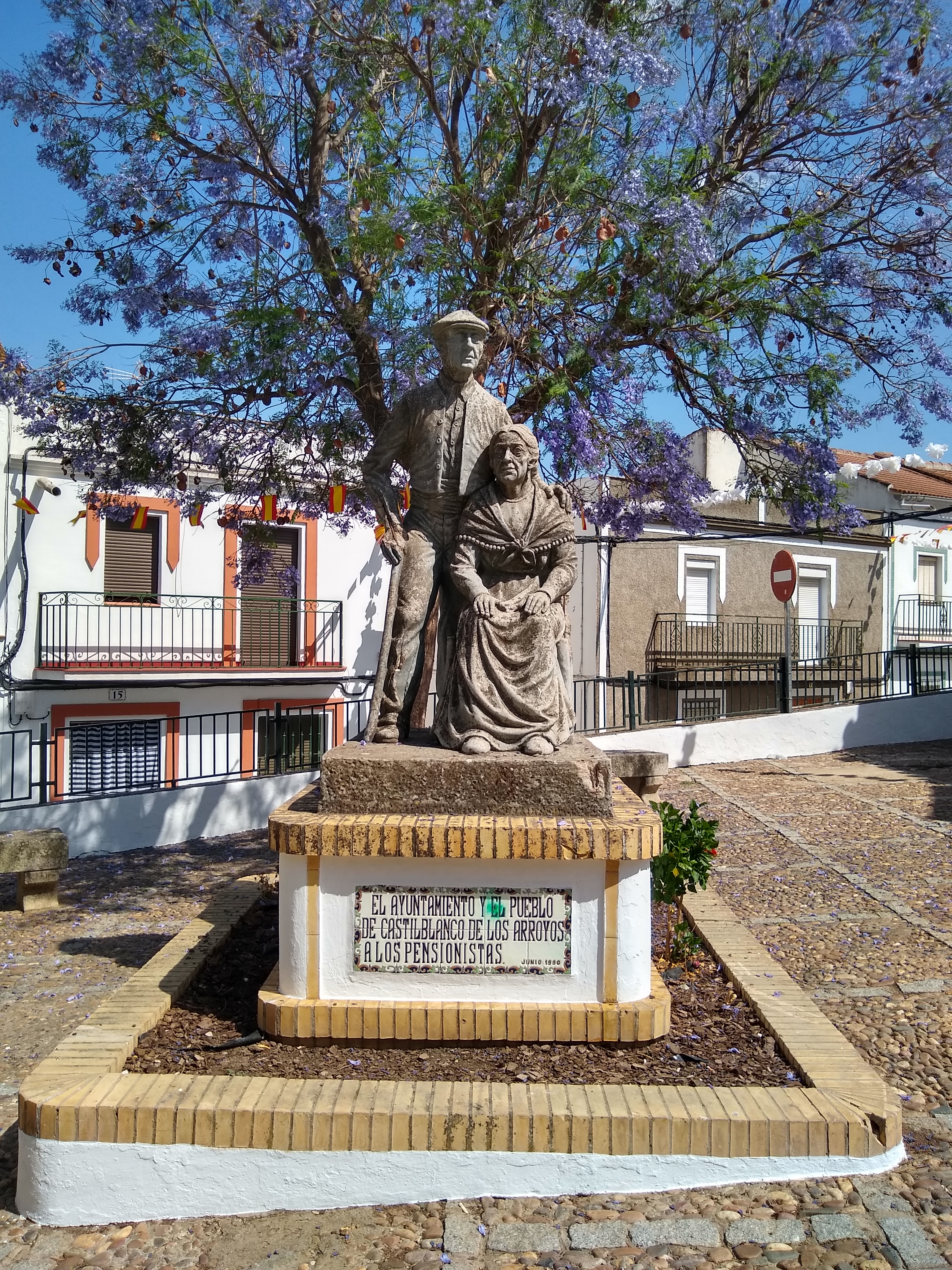
Monumento a los Pensionistas. 1990.

En 1902 se llevó la imagen de la Virgen de Gracia a la capital para restaurarla y tratar sobre el bordado del nuevo manto y la construcción de las andas o paso para la Virgen. Se abonaron 130 pesetas a los Sres. Alcaldes, Síndico y Secretario de la Corporación como indemnización a los gastos de viaje a la capital (Actas Capitulares).
En la primera mitad del siglo XX se produce el máximo crecimiento demográfico. La nueva carretera a Cazalla de la Sierra, con trazado al este del centro urbano y ajustada a la cota 310, canaliza el proceso urbanizador en este periodo, colmatándose el espacio situado entre la vieja y la nueva carretera. En los últimos años se han acometido operaciones puntuales de renovación urbana, transformándose corrales en viviendas y construyéndose algunas nuevas promociones al borde de la carretera de Cazalla (al norte) y del camino de Villaverde. Ha surgido también alguna urbanización de viviendas unifamiliares al noreste y separada del casco urbano.
Desde 1916 pasa a denominarse Castilblanco de los Arroyos, según puede apreciarse en una partida de defunción registrada en el Archivo Parroquial. Esta es la primera vez que aparece con el añadido "de los Arroyos"; según la tradición popular, pudiera ser por una visita del rey a la localidad, y un comentario a los numerosos arroyos que transcurrían incluso por las calles del pueblo.
En 1916 la Real Sociedad Geográfica propone al Consejo de Ministros en Madrid una reforma ya que de 9266 ciudades y pueblos de España, había más de 1020 con la misma denominación. El rey Alfonso XIII firma un Real Decreto el 27 de junio de 1916, publicado el día 2 de julio de 1916 en la Gaceta de Madrid, aceptando dicha reforma, donde se cambia la denominación de la localidad:“Castilblanco, partido de Sevilla, se llamará Castilblanco de los Arroyos”.
En 1923 se construye la Casa de la Sierra, actualmente propiedad del Ayuntamiento, y sede de talleres y exposiciones.
En 1941, se retocó el dorado del paso de la Virgen de Gracia por un valor de 700 pesetas. Se doró con oro fino la corona de la Virgen y del Niño.
En 1954 se restaura la imagen de San Benito en los talleres de las "Escuelas Profesionales de la Santísima Trinidad" de Sevilla.
Hubo intento de industrialización de Castilblanco con la crin vegetal, cuyo mayor apogeo se produjo en 1955 a 1965. Había solo dos caminos para subsistir en este municipio; la palma, o el hambre. Tal fue esta situación, que llegó a haber más de 500 palmeros, por eso a este periodo histórico de Castilblanco se le denominó de "La Palma".
En 1987 se realiza la última restauración a la Virgen de Gracia. Fue dirigida por el profesor Arquillo, catedrático de la Facultad de Bellas Artes consistiendo aquella en una preparación previa, limpieza, saneamiento, fijación y restauración. Se prescindió de las coronas de la Virgen y el Niño, devolviéndoles su estado primitivo. El coste total fue de 570.000 pesetas que abonó el Ayuntamiento.
Entre las actuaciones más importantes que se llevan a cabo durante el último cuarto de siglo destacan la construcción en 1986 de un pantano sobre el rivera de Cala, el embalse de Los Molinos. Las primeras aguas desde la nueva presa motivaron la celebración de un baño público en la plaza del pueblo, nació así la Fiesta del Agua que cada año sirve de lanzadera al apretado calendario de festejos estival de esta localidad de la Sierra Morena de Sevilla.
La construcción de un nuevo consultorio en la calle Tejares, el teatro municipal Miguel Fisac, junto con la residencia municipal de ancianos Vicente Ferrer gestionada por la Cooperativa El Roble, la construcción del albergue de peregrinos del Camino de Santiago, el colegio Miguel de Cervantes, el nuevo Ayuntamiento o el pabellón polideportivo cubierto son ejemplos de la dotación de infraestructuras llevada a cabo en los últimos años del siglo XX.
La Casa de la Sierra, edificio regional de principios de siglo que en los años ochenta fue recuperado para el patrimonio municipal, sirvió durante estos años de escaparate provincial de Castilblanco de los Arroyos en la provincia de Sevilla con motivo del anual Certamen Provincial de Artesanía y la Feria de Productos Típicos de la Comarca del Corredor de la Plata. Aunque ahora permanece permanentemente cerrada al público, se pueden visitar sus escénicos alrededores y la exposición al aire libre de útiles agrarios.

## Demografía
Cuenta con una población de 5134 habitantes (INE 2024).
| Gráfica de evolución demográfica de Castilblanco de los Arroyos entre 1842 y 2021                                     |
| |
| Población de derecho según los censos de población del INE. Población de hecho según los censos de población del INE. |

## Economía

### Evolución de la deuda viva municipal
El concepto de deuda viva contempla sólo las deudas con cajas y bancos relativas a créditos financieros, valores de renta fija y préstamos o créditos transferidos a terceros, excluyéndose, por tanto, la deuda comercial.
| Gráfica de evolución de la deuda viva del Ayuntamiento de Castilblanco de los Arroyos entre 2008 y 2022                |
| |
| Deuda viva del Ayuntamiento de Castilblanco de los Arroyos, en miles de euros, según datos del Ministerio de Hacienda. |

## Patrimonio

### Edificios desaparecidos

#### Castillo
La población surgiría en lo alto de un collado como apeadero o puesto militar. Probable reconstrucción del castillo en el siglo XIII sobre un castro romano. Hay noticias documentadas en el siglo XV (población sobre 210 hablantes). En el siglo XVIII ya no queda el castillo, solo sus cimientos.

#### Ermita de Santa María Magdalena
Estuvo al lado del castillo, como iglesia del pueblo. Documentos del siglo XVI. En el siglo XVIII pasó a ser ermita. Allí estaban el Cristo de la Malena, una pequeña dolorosa y Santa Rita, hoy en la parroquia. Reformas en el siglo XVIII (solo se verían ya los cimientos del castillo).
Desaparece en el siglo XIX. En ella había una lápida de carácter arábigo de la diosa Proserpina, diosa romana de la agricultura..

#### Ermita de San Sebastián
San Sebastián era el protector y abogado contra la peste. Documentos del siglo XIV. Hubo ermitas a este santo en los pueblos vecinos (muchos de ellos aún se mantienen con la ermita a este Santo incluso con la advocación de patrón de la población) Documentos del siglo XVI. Desaparece al final del siglo XVIII. La ermita estuvo por la zona del puente o la Calle Ancha.

#### Hospital de Santa Lucía
Estaría por la Calle Altozano. A principios del siglo XX (años 20) estaba allí "EL Corral del Hospital". En el siglo XVIII existió la Calle del Hospital. Documentos del siglo XVI. Estaba hecho para pobres y enfermos que pasaban de camino por la vía. Se tienen las últimas noticias en el siglo XVIII. La imagen de la Santa fue restaurada y trasladada a la parroquia donde actualmente se le sigue dando culto.

### Edificios monumentales en la actualidad

#### Iglesia del Divino Salvador
La Parroquia del Divino Salvador de Castilblanco de los Arroyos es un edificio de origen mudéjar, reformado en los siglos XVI y XVII. En su interior sobresalen imágenes de gran valor artístico y devocional como el Niño Jesús, atribuido por profesionales del Instituto Andaluz de Patrimonio Histórico a la gubia del célebre imaginero utrerano Francisco Antonio Ruiz Gijón, el Cristo de la Vera Cruz de Escuela Sevillana del siglo XVII, Padre Jesús Nazareno del siglo XVII o la imagen de la Virgen de los Dolores en su Soledad, del XVII.

#### Ermita de San Benito
El santuario donde recibe culto la imagen de San Benito Abad, protector de las comarcas de la Sierra Morena de Sevilla y La Vega del Guadalquivir, patrón y alcalde perpetuo de Castilblanco de los Arroyos, se encuentra a 12 kilómetros del núcleo de población, junto al Río Viar. El recinto está atendido desde tiempo inmemorial por una familia de santeros que reciben a peregrinos durante todo el año.
Junto al santuario de San Benito se encuentran dos salas de exvotos con pinturas, fotografías y enseres que la feligresía deposita como acción de gracias tras cumplir una promesa. La extendida devoción al Santo en la provincia de Sevilla ha dado lugar a la aparición de hermandades filiales que le rinden tributo a lo largo de los siglos, y así sigue siendo en la actualidad en Cantillana, Tocina - Los Rosales y Brenes.
En 2017 la Hermandad Matriz de San Benito y la Hermandad de la Virgen del Rosario Coronada de Burguillos acordaron un hermanamiento entre ambas corporaciones religiosas, que rinden culto así a sus advocaciones protectoras de los municipios vecinos. Localidades como La Algaba, La Rinconada o Sevilla tienen gran devoción a San Benito, con grupos de devotos organizados que trabajan en la formación de hermandades filiales junto a la Archidiócesis de Sevilla.

#### Ermita de Escardiel

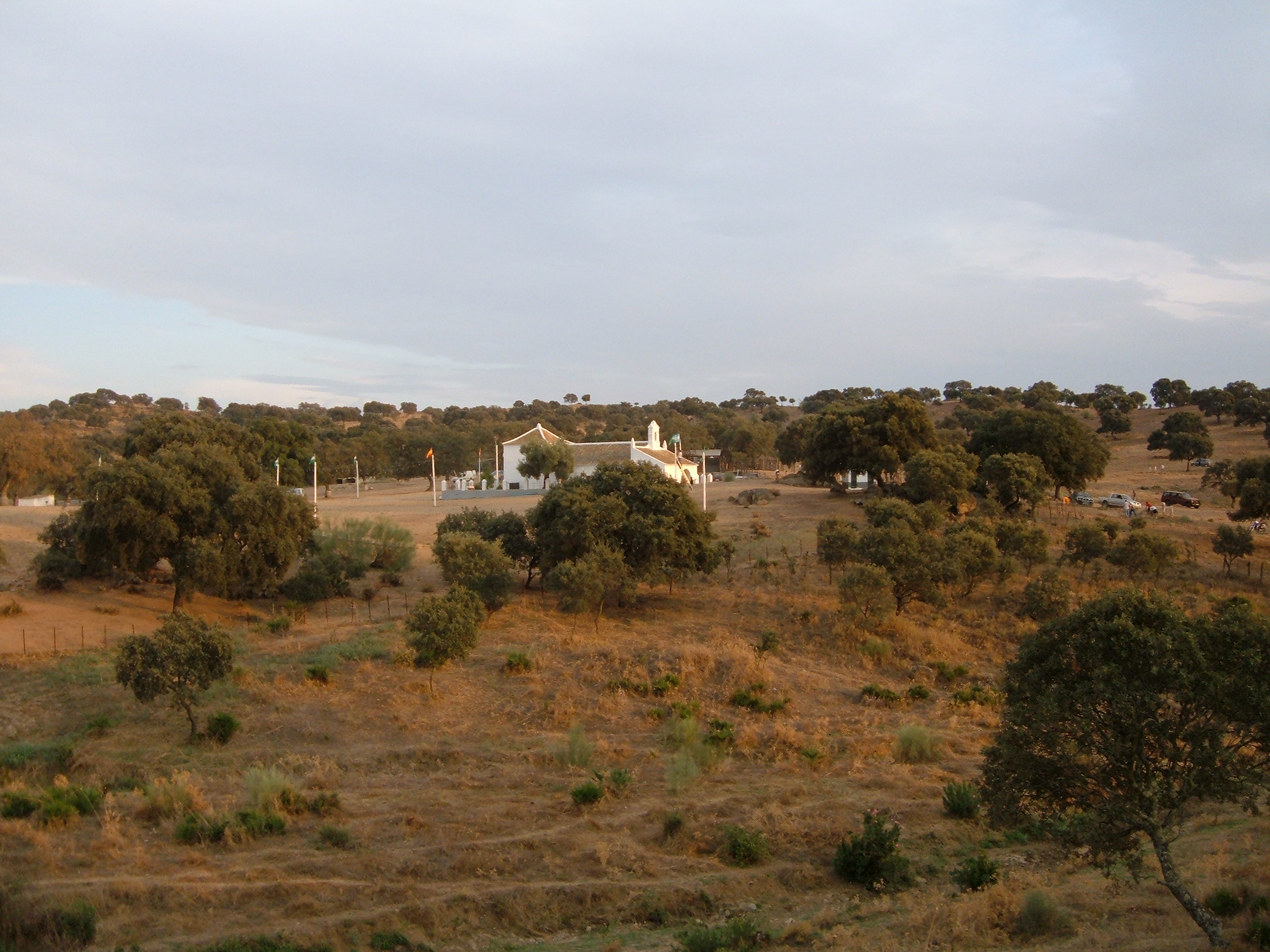
Ermita de Escardiel.

El santuario de la Virgen de Escardiel se levanta junto a la antigua Vía de la Plata y según la tradición popular data del tiempo de la Reconquista de Sevilla cuando las tropas castellanas levantan un campamento provisional y erigen un espacio de culto mariano. La advocación de Escardiel es de las más antiguas que se veneran en la provincia de Sevilla. El nombre lo recibe del lugar en el que se asienta: 'fash', 'card', 'iel' que significa campo de cardos pequeños. Alude a la proliferación de esta especie vegetal en la zona.
La cofradía de Escardiel gozó de gran relevancia y era benefactora de donativos y herencias. Está documentada que la Virgen de Escardiel era considerada 'protectora' o 'patrona' del núcleo de población en el siglo XVI, antes del encargo que hace la Archidiócesis de Sevilla de la nueva imagen mariana de la Virgen de Gracia, que desde entonces es patrona.
En el interior de la ermita recibe culto el Cristo de los Vaqueros, considerado el primer crucificado documentado del imaginero Francisco Antonio Ruiz Gijón. La imagen desapareció de las instalaciones donde recibía culto durante la segunda mitad del siglo XX, y fue recuperada a fines de los noventa por la actual Hermandad de la Virgen de Escardiel.

#### Teatro Municipal Miguel Fisac
El Teatro Municipal Miguel Fisac es epicentro de la cultura en Castilblanco de los Arroyos. El edificio se sitúa en el antiguo recinto conocido como llano de los pisos y es obra del célebre arquitecto y Premio Nacional de Arquitectura en España: Miguel Fisac. La inauguración tuvo lugar en el año 2003 con el alcalde y promotor de esta obra, Manuel Ruiz Lucas, y la Consejera de Cultura de la Junta de Andalucía, Carmen Calvo.
El Teatro Municipal Miguel Fisac cuenta con una zona habilitada para la Biblioteca Municipal Manuel Vázquez Montalbán, la sala de exposiciones Diego Neyra donde se rinde homenaje al reconocido pintor local del mismo nombre, y un escenario con patio de butacas con capacidad para 340 personas.

#### Zona de ocio Siete Arroyos
La zona de ocio Siete Arroyos es una zona de esparcimiento situada en la Sierra Morena de Sevilla a cinco kilómetros del núcleo de población en la antigua carretera de El Pedroso. Está habilitada con merenderos como espacio de encuentro para la realización de actividades al aire libre durante todo el año.
Siete Arroyos nació en los años ochenta del siglo XX del propósito de un grupo de castilblanqueños, con respaldo del Ayuntamiento de Castilblanco, para poner en valor un lugar público al aire libre preparado para realizar actividades en contacto con la naturaleza en un paraje de gran valor ecológico.
En los años noventa este espacio era sede de actividades municipales para poner en valor hábitos saludables, juegos populares o pruebas deportivas. En 2009 se reformó la zona dedicada a la restauración, unas mejoras que se tradujeron en la apertura de un restaurante-bar en la zona que no llegó a operar por mucho tiempo.

## Administración y política
| Legislatura     | Nombre                    | Grupo   |  |
| --------------- | ------------------------- | ------- |  |
|                 |                           |         |  |
| 1979-1983       | Manuel Ruiz Lucas         | PCE     |  |
| 1983-1987       | Manuel Ruiz Lucas         | PCE     |  |
| 1987-1999       | Manuel Ruiz Lucas         | IU-CA   |  |
| 1999-2003       | Manuel Ruiz Lucas         | PDNI    |  |
| 2003-2007       | Manuel Ruiz Lucas         | NIVA    |  |
| 2007-2011       | Segundo Benítez Fernández | PSOE-PP |  |
| 2011-2015       | Segundo Benítez Fernández | PSOE    |  |
| 2015-2015       | Segundo Benítez Fernández | PSOE    |  |
| 2015-2019       | José Manuel Carballar     | PSOE    |  |
| 2019-Actualidad | José Manuel Carballar     | PSOE    |  |

## Fiestas locales

### El Certamen de Artesanía
Durante los primeros días del mes de febrero se celebra el Certamen de Artesanía y Productos Típicos de la Comarca del Corredor de la Plata. Se trata de la muestra más antigua y consolidada de la provincia de Sevilla. Una gran exposición que congrega cada año en la localidad a más de 150 artesanos. Durante la celebración del Certamen tienen lugar numerosas actividades de ocio en la localidad como Exposiciones de pintura en la sala de exposiciones del Teatro Miguel Fisac, proyección de videos sobre los intereses turísticos de la localidad y de la Comarca, visitas guiadas, rutas a caballo, y una degustación gratuita de los platos típicos de la localidad, como las venteras.
En la actualidad ya no se celebra este certamen.

### Semana Santa
Se divide en tres hermandades de penitencia de las que se empieza a tener cuenta a partir del s. XVI que realizan su estación de penitencia durante la tarde-noche del Jueves Santo, con salida sobre las 19:00 horas y recogida a eso de las 2:00 de la madrugada; la Real y Muy Antigua Hermandad del Stmo. Cristo de la Vera+cruz y María Santísima de la Paz, mañana del Viernes Santo, con salida a las 8:00 de la mañana y recogida sobre las 14:30 del mediodía; Hermandad Sacramental de Ntro. Padre Jesús Nazareno y Ntra. Sra. de la Amargura y durante la tarde-noche del Sábado Santo, con salida sobre las 18:00 horas y recogida sobre las 23:45 de la noche; Antigua y Fervorosa Hermandad del Stmo. Cristo de la Misericordia en su Santo Entierro y María Stma. de los Dolores en su Soledad. Desde 2011, se recuperó la entrada de Jesús en Jerusalén, más conocida como "la borriquita ".

### Las Candelarias
El día de Las Candelarias se celebra en fechas próximas al 2 de febrero. Vecinos de las distintas barriadas del pueblo hacen montones de ramas que son decoradas con motivos reivindicativos conforme a la actualidad, alrededor de los cuales se celebran reuniones de amigos, cenas y diversos juegos como la "rueda" en la que los vecinos en coro se lanzan un búcaro y van siendo eliminados los que lo partan. Es habitual colocar "judas" o otras representaciones en lo más alto de las candelarias.

### Fiestas del Verano

#### Festejos patronales de Ntra. Sra. de Gracia

##### Fiesta del Agua
Inaugura cada año los festejos patronales de la Virgen de Gracia en Castilblanco de los Arroyos desde la construcción del embalse de Los Molinos en 1986, que puso fin a un ciclo de sequías en el municipio.
Esta singular celebración que en la actualidad se ha extendido a otras poblaciones de la geografía española se produce por primera vez como respuesta popular del municipio al recibir las primeras aguas del embalse construido sobre la Ribera de Cala para su abastecimiento. Vecinos y visitantes celebran la Fiesta del Agua dándose un baño en la Plaza Amarilla.
Por escasez de recursos hídricos y solidaridad con otras poblaciones con cortes de suministro de agua, la Fiesta del Agua quedó en suspenso en las ediciones de 1995 y 2003 como respuesta a la sequía en Andalucía.

##### Feria de Castilblanco
La celebración de la Feria y Fiestas en Honor de la Virgen de Gracia tienen lugar durante todo julio con una amplia oferta de entretenimiento para todas las edades, celebrando la Feria desde el último miércoles de julio al domingo.

##### Cultos y procesión de la patrona
La Parroquia del Divino Salvador se ocupa de organizar los cultos en honor a la Virgen de Gracia, con la presencia del resto de corporaciones de penitencia y de gloria de Castilblanco de los Arroyos, así como del autoridades municipales del Ayuntamiento, dado que se trata de una imagen sin hermandad propia y patrona del municipio.
La procesión de la Virgen de Gracia (obra de Francisco de Arce, 1580) con el acompañamiento musical de la Banda de la Asociación Músico Cultural Virgen de Gracia de Castilblanco, tiene lugar cada primer domingo de agosto como cierre a los festejos y cultos que se celebran en su honor.

#### Romería de San Benito
- Tiene lugar en la ermita que se halla a unos 12 km del casco urbano, hasta donde los romeros llegan en sus carretas para acompañar al Santo, que procesiona por el Real de la Ermita en la tarde del Domingo acompañado además por las Hermandades Filiales de otras localidades de la zona como Brenes, Cantillana o Tocina-Los Rosales. El Lunes de Romería la Hermandad Matriz hace su entrada al pueblo sobre las 12.00, decretándose el día como Fiesta Local.

#### Romería de Escardiel
- Se celebra el primer fin de semana (con una fiesta en la plaza de "El Puente") y el segundo fin de semana (la romería propiamente dicha) del mes de septiembre. La imagen de la Virgen de Escardiel (Anónima, 1247) sale en procesión por el Real de la Ermita, situado a 5 km del casco urbano, en la noche del Sábado de Romería.

### De carácter periódico
- Cada 5 años tiene lugar la Venida de la Virgen de Escardiel a Castilblanco de los Arroyos el 15 de agosto, para la ocasión se engalanan las calles de los diferentes barrios del pueblo y se celebran numerosos actos con carácter extraordinario durante su estancia en la localidad. La imagen de la Virgen de Escardiel regresará a su Ermita en el mes de septiembre coincidiendo con la celebración de su tradicional Romería que cuenta con más devotos cada año.

### De carácter extraordinario
- La Venida de San Benito Abad, Patrón de Castilblanco de los Arroyos. La imagen del Patrón talla anónima de época medieval, situada en su Ermita a 12 km del municipio, ha sido trasladada en solemne procesión hacia Castilblanco de los Arroyos en muy pocas ocasiones, todas ellas de carácter extraordinario.En 2010, tras 20 años sin venir, fue con motivo de nombrarlo Alcalde Perpetuo y otorgarle la medalla de oro del pueblo, siendo la primera imagen de la localidad en poseerla. Y la última el año 2013 volvió en venida extraordinaria debido a la celebración del Año de la Fe por parte de la Iglesia Católica.